# Nyugat
Nyugat [ˈɲuɡɒt] (ungarisch für „Westen“ bzw. „Abendland“) ist der Name einer 1908 gegründeten einflussreichen Zeitschrift, nach der bisweilen eine ganze Epoche der ungarischen Literatur benannt wird (etwa von 1908 bis 1941). Einer ihrer bedeutendsten Mitarbeiter war Mihály Babits. 

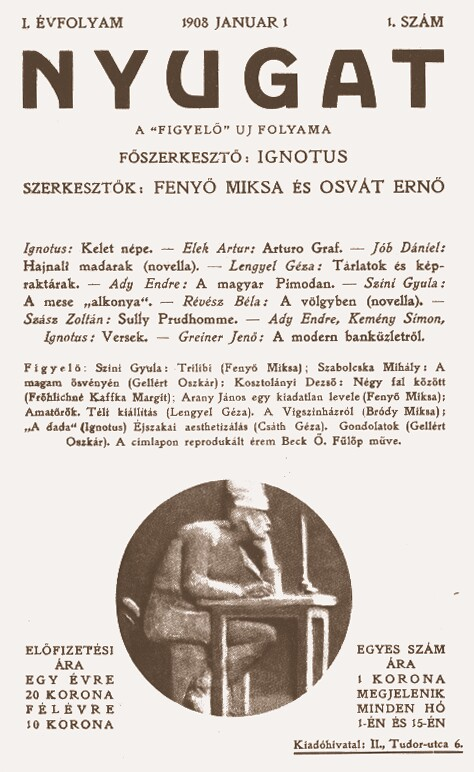
Die erste Ausgabe der Nyugat von 1908

Nyugat wurde ursprünglich geleitet von Ignotus (Hugo Veigelsberg), Ernő Osvát und Miksa Fenyő. Den Gründern ging es besonders darum, die zeitgenössische literarische, künstlerische und philosophische Entwicklung (zunächst v. a. Naturalismus, Symbolismus, Impressionismus) Westeuropas zu rezipieren und für Ungarn fruchtbar zu machen. Im Ersten Weltkrieg nahmen sie eine antimilitaristische Position ein. Das Programm der Zeitschrift umfasste sowohl Prosa als auch Poesie. Der Psychoanalytiker Sándor Ferenczi steuerte über die Jahre sieben Abhandlungen bei, Sigmund Freud eine autobiographische Skizze 1925 und die nicht signierte Abhandlung Eine Schwierigkeit der Psychoanalyse 1917, in der Übersetzung von Ignotus.  
In der ungarischen Literatur unterscheidet man drei Nyugat-„Generationen“:
Zur ersten Generation gehören u. a. Endre Ady, Árpád Tóth, Mihály Babits, Dezső Kosztolányi, Gyula Juhász sowie Gyula Krúdy und Zsigmond Móricz.
Zur zweiten Generation (20er Jahre) werden Lőrinc Szabó, József Fodor, György Sárközi, Attila József, Gyula Illyés, Miklós Radnóti, József Erdélyi, László Németh, Tibor Déry sowie Sándor Márai gezählt.
In der dritten Generation, der „essayistischen“, finden sich Schriftsteller wie Antal Szerb, László Szabó, Gábor Halász, Sándor Weöres, István Vas, Jenő Dsida, Zoltán Zelk, Gábor Devecseri, György Rónay und Zoltán Jékely.
Mit dem Tod des Herausgebers Mihály Babits 1941 endete der Nyugat, da der Mitherausgeber Gyula Illyés den Namen aus politischen Gründen nicht weiterverwenden durfte. Bis 1944 erschien die Zeitschrift daher noch unter dem Namen Magyar Csillag („Ungarischer Stern“) unter der Leitung von Gyula Illyés.